# Prioritet (jura)
 For alternative betydninger, se Prioritet. (Se også artikler, som begynder med Prioritet)
Prioritet (latin), fortrinsret, særlig retten til fortrinsvis fyldestgørelse. En sådan fortrinsret nyder bl.a. den, der har pant i en fast ejendom, idet han derved har fortrinsret til fyldestgørelse af ejendommen frem for både senere panthavere i ejendommen og ejerens almindelige kreditorer — derfor bruges også ordet prioritet særlig som betegnelse for panteret i fast ejendom. Ved tinglige rettigheder gælder det overhovedet som regel, at den har prioritet, hvis ret først er stiftet (eller tinglæst) (prior tempore, potior jure).
| Jura | Spire Denne juraartikel er en spire som bør udbygges. Du er velkommen til at hjælpe Wikipedia ved at udvide den. |